# The Truth Is...
The Truth Is... è il quarto album del gruppo rock canadese Theory of a Deadman. È stato pubblicato il 12 luglio 2011 dalla Roadrunner Records. Per il primo singolo dell'album, Lowlife, pubblicato il 17 maggio, è stato filmato un video la cui visualizzazione è stata resa possibile il 17 giugno.

## Tracce
1. Lowlife – 3:25
2. Bitch Came Back – 3:39
3. Hurricane – 4:17
4. Out of My Head – 3:57
5. Gentleman – 3:28
6. Love Is Hell – 3:31
7. The Truth Is...(I Lied About Everything) – 3:27
8. Head Above Water – 3:32
9. Drag Me to Hell – 3:54
10. What Was I Thinking – 3:50
11. Easy to Love You – 4:19
12. We Were Men – 4:46

Tracce bonus
1. Careless
2. Does It Really Matter
3. Villain
4. Better or Worse
5. Out of My Head (acoustic)
6. Easy to Love You (acoustic)